# Cistérniga
Cistérniga település Spanyolországban, Valladolid tartományban. Cistérniga Valladolid, Renedo de Esgueva, Tudela de Duero, Aldeamayor de San Martín és Laguna de Duero községekkel határos. Lakosainak száma 9281 fő (2024).

## Népesség
A település népessége az utóbbi években az alábbiak szerint változott:
| Lakosok száma | 4184 | 5359 | 7243 | 7873 | 8449 | 8734 | 8984 | 9034 | 9129 | 9281 |
|               | 2001 | 2004 | 2007 | 2009 | 2012 | 2014 | 2017 | 2019 | 2022 | 2024 |